# Roman Kantor

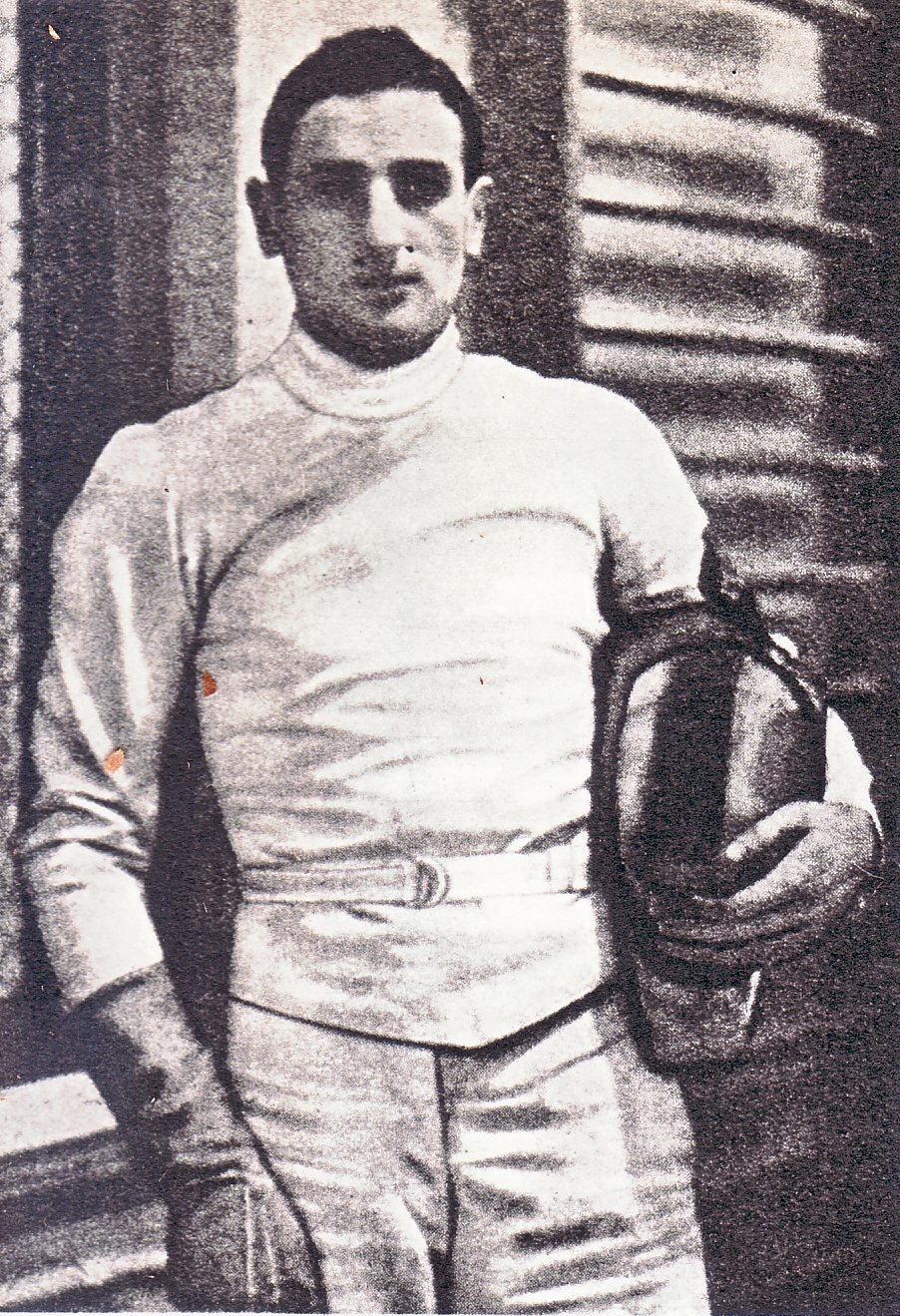
Roman Kantor

Roman Józef Kantor (* März 1912 in Łódź, Russisches Kaiserreich; † 1943 im KZ Majdanek) war ein polnischer Fechter.

## Leben
Nach Abschluss der Schule zog Roman Kantor 1924 nach Paris, um dort seine Ausbildung zu beenden. Er war äußerst sportlich und betätigte sich in der Leichtathletik, spielte Tennis sowie Fußball. In Frankreich begann er auch mit dem Fechttraining; als Waffe wählte er den Degen. 1929 belegte er den dritten Platz bei den Studentenmeisterschaften von Paris und den sechsten Platz bei den offenen französischen Fechtmeisterschaften. Von 1931 bis 1932 trainierte er in England und bei einem italienischen Lehrer in Deutschland. 
1934 ging Kantor nach Łódź zurück, wurde Mitglied des dortigen Armee-Sportclubs und zweifacher Stadtmeister mit der Mannschaft. 1935 wurde er Meister von Warschau und trug zu einem polnischen Sieg über die deutsche Mannschaft bei. Laut einer Sportnotiz in der in Wien erscheinenden Die Stimme wurde Kantor 1936 polnischer Fechtmeister. Nachdem er bei der offenen Meisterschaft von Lemberg Platz zwei belegt hatte, wurde er für die Olympischen Spiele 1936 in Berlin nominiert. Dort erreichte er sowohl im Einzel wie mit der Mannschaft das Halbfinale. Im Dezember 1936 wechselte Kantor zum Łódzki Klub Sportowy. Dort wurde er auch zweifacher Stadtmeister im Einzel und in der Mannschaft (1938 und 1939), wurde 1938 Meister der nordischen Länder und 1939 polnischer Vize-Meister. Im Mai 1939 legte er zusammen mit anderen Olympiateilnehmern aus Łódź den olympischen Eid für die Olympischen Spiele 1940 ab.
Mit Beginn des deutschen Überfalls auf Polen floh Kantor, der jüdischer Herkunft war, nach Lemberg, das aufgrund des Hitler-Stalin-Paktes an die Sowjetunion gefallen war. Dort gewann er 1940 die sowjetische Meisterschaft. Als auch Lemberg 1941 von den Deutschen eingenommen wurde, besorgte er sich Pass und Nationalität eines südamerikanischen Landes und wartete im Warschauer Ghetto, wo er mit seiner Frau in der Sapiezynska-Straße wohnte, auf die Erlaubnis der deutschen Behörden, das Land zu verlassen. Stattdessen wurde er gemeinsam mit anderen dort lebenden Menschen 1942 von den Deutschen in das KZ Majdanek deportiert, wo er als Zwangsarbeiter bei der Ostindustrie GmbH (OSTI) eingesetzt wurde. Im Jahre 1943 verliert sich dort seine Spur; auch das Schicksal seiner Frau ist unbekannt.